# Тростянецька вулиця (Київ)
Тростяне́цька ву́лиця — вулиця в Дарницькому районі міста Києва, місцевості Нова Дарниця та Харківський масив. Пролягає від вулиці Ревуцького до кінця забудови (лісопосадка).
Прилучаються вулиці Архітектора Вербицького, Горлівська, Урожайна, Харківське шосе, вулиця Дениса Антіпова, Тростянецький провулок, вулиці Севастопольська, Санаторна, Вереснева, провулки Ігоря Качуровського, Надії Світличної, вулиця Миколи Вінграновського.

## Історія
Виникла не пізніше кінця 30-х років XX століття під назвою 47-ма Нова (у межах від безіменної вулиці, пізніше названої Кам'янською, до 189-ї нової вулиці). У 1940-х роках продовжена на схід у вигляді 602-ї Нової вулиці. Сучасна назва (після об'єднання двох частин вулиці) — з 1953 року. У 1990 році від вулиці відокремлено Поліську вулицю.

## Галерея

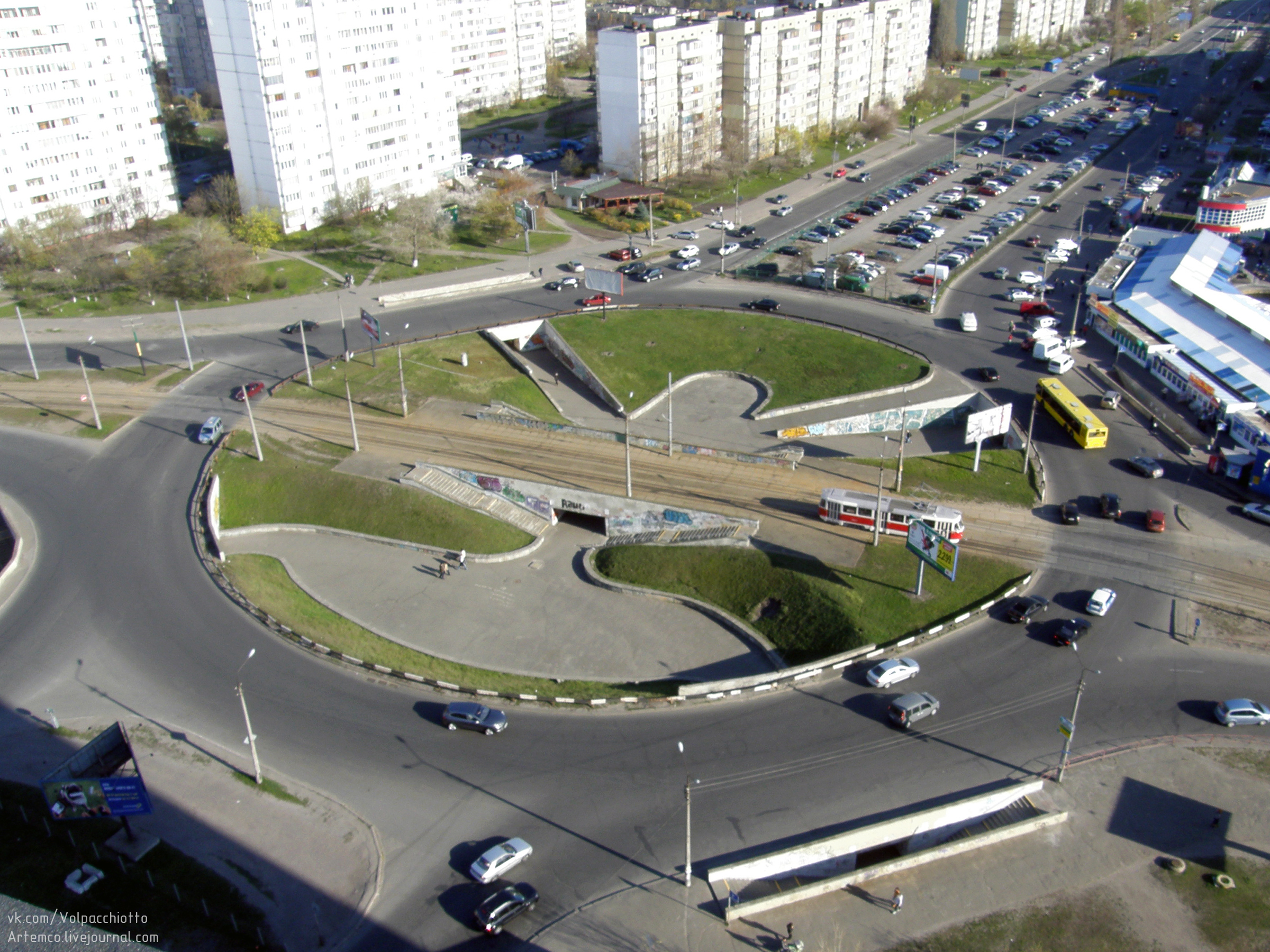
круг на початку вулиці на розі з вул. Ревуцького й Ахматової
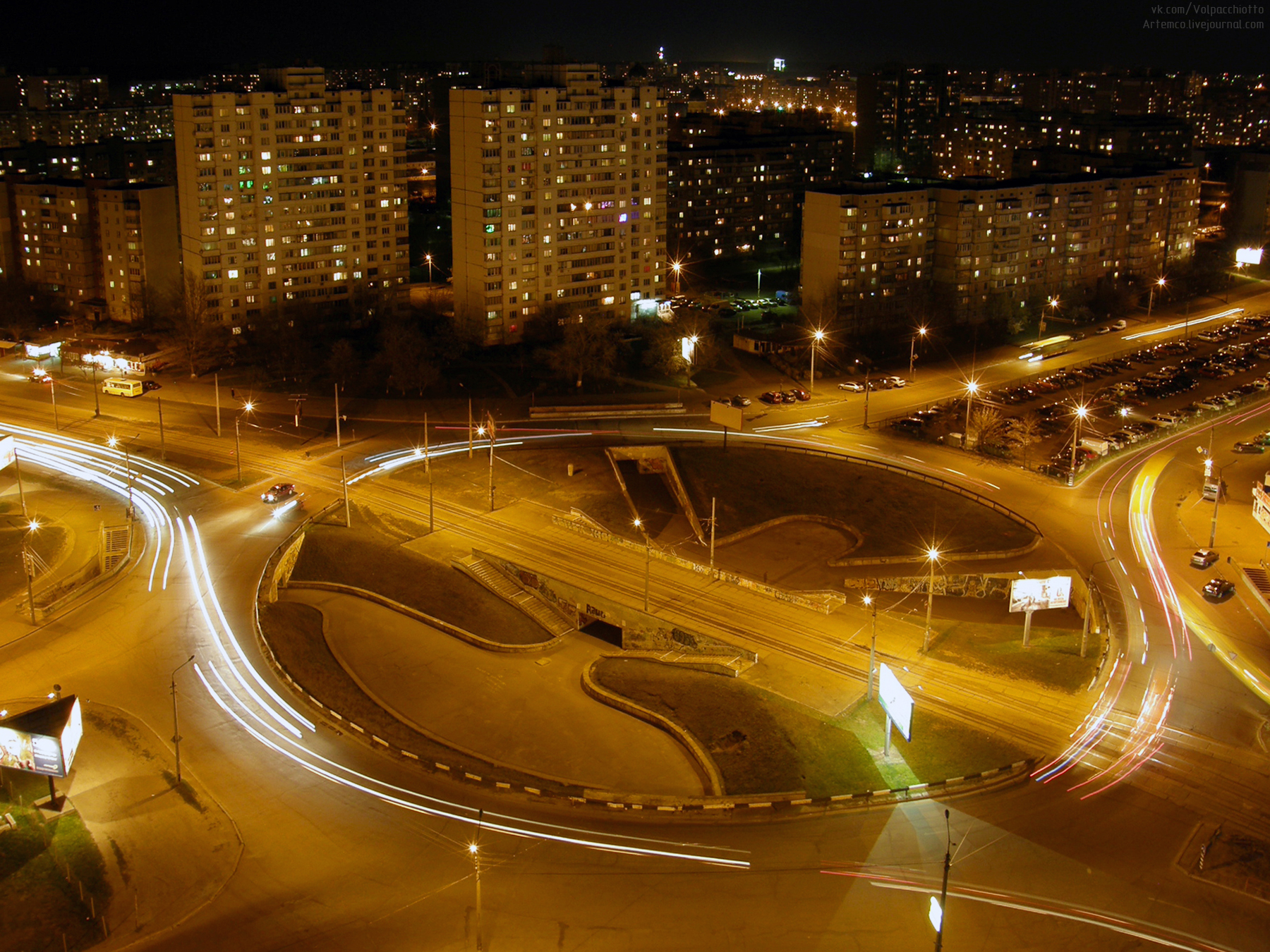
круг на початку вулиці на розі з вул. Ревуцького й Ахматової вночі
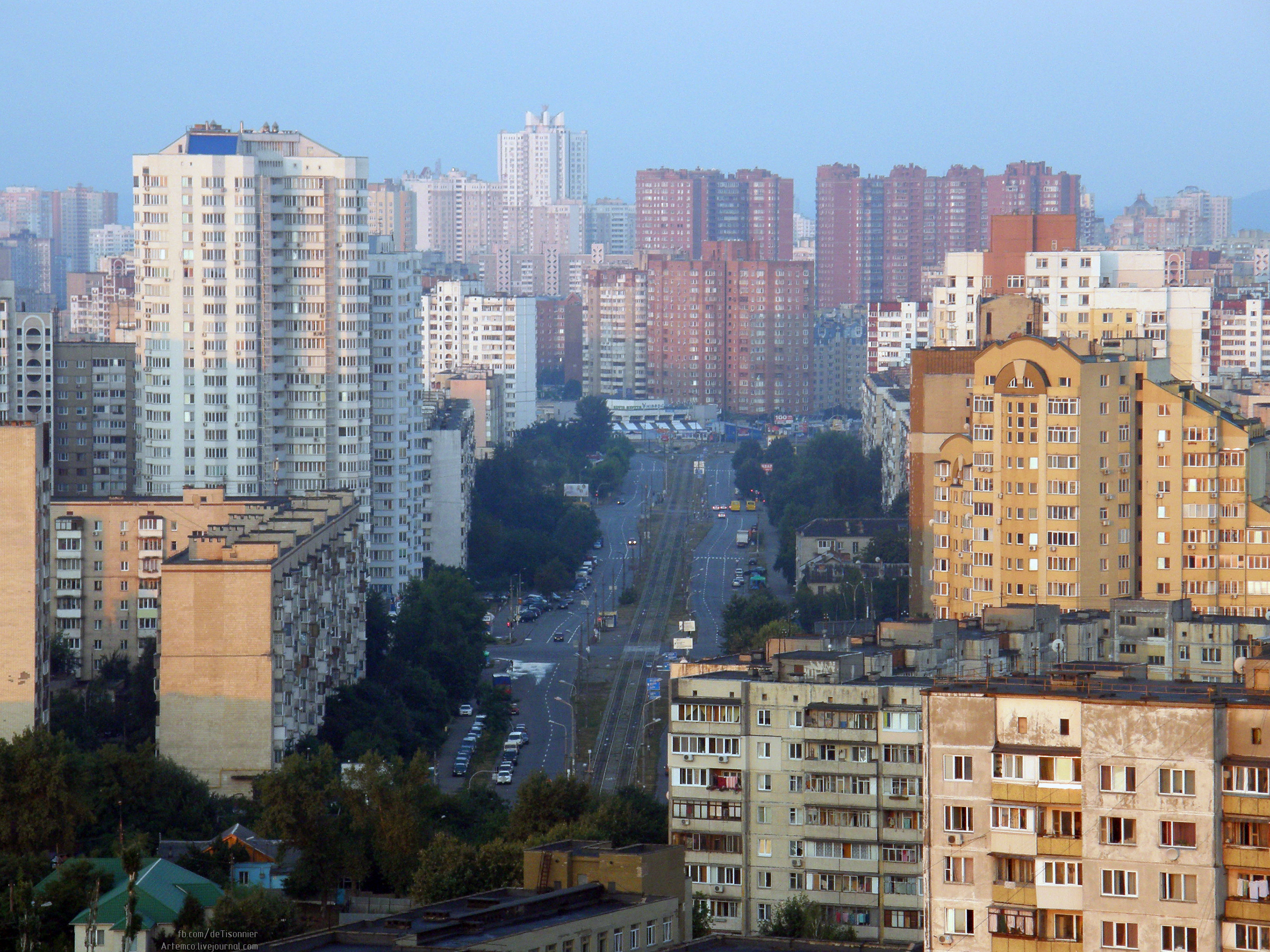
Західна частина вулиці
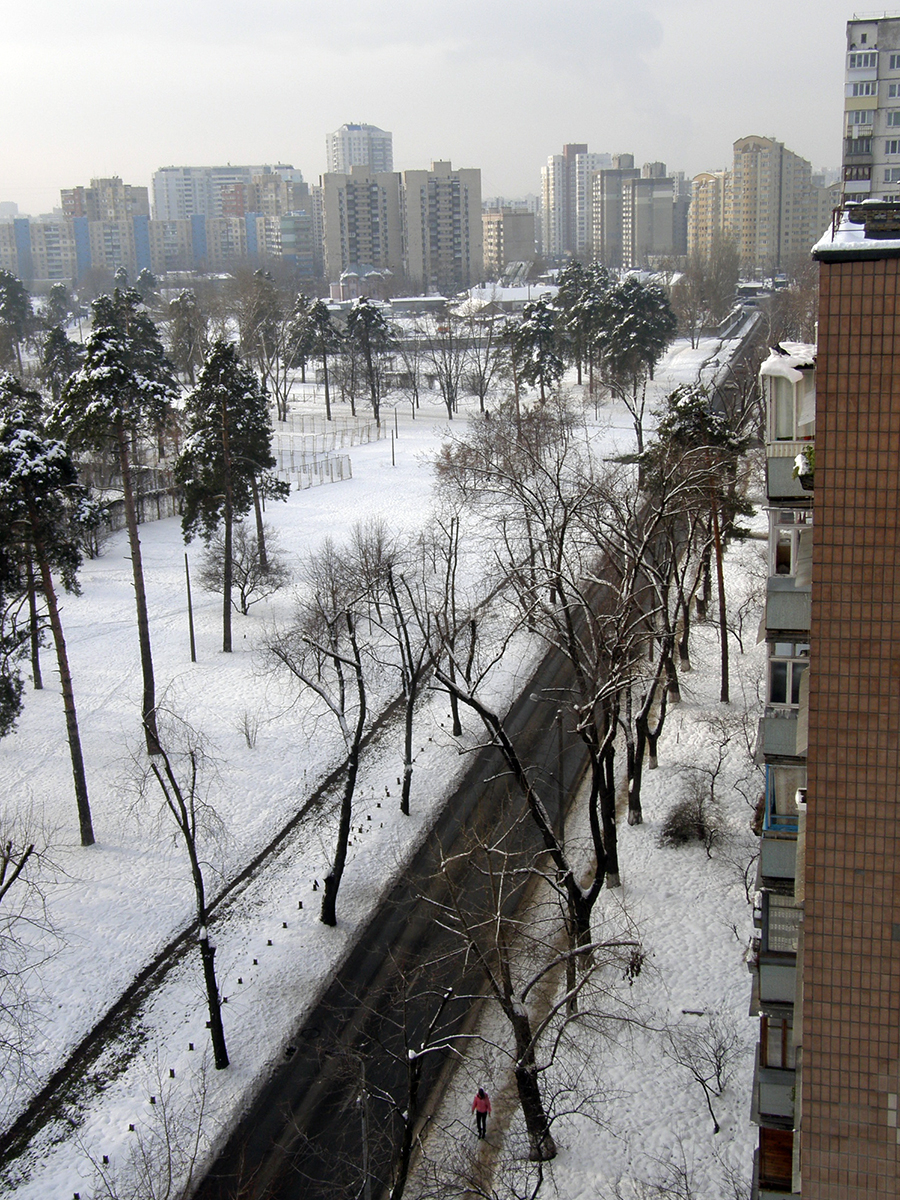
від вул. Вересневої до пров. Тростянецького
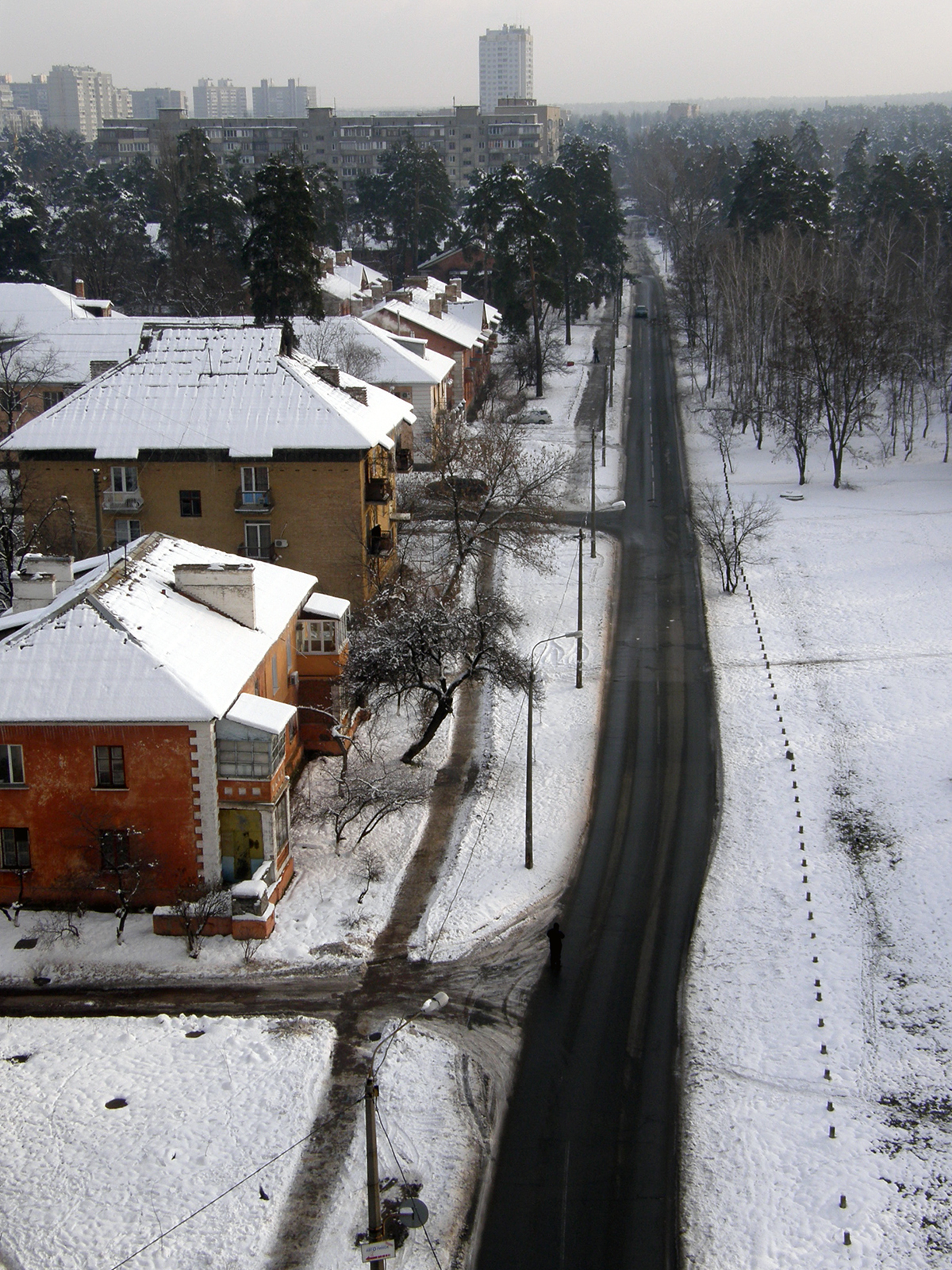
від вул. Вересневої до кінця